# Reggenza di Mamuju
La reggenza di Mamuju (in indonesiano: Kabupaten Mamuju) è una reggenza dell'Indonesia, situata nella provincia di Sulawesi Occidentale.